# Georges Chrysococcès
Georges Chrysococcès est un médecin et astronome byzantin du XIVe siècle.

## Biographie
Il est surtout connu pour un ouvrage d'astronomie qu'il publia à Constantinople en 1346-1347, intitulé Du médecin Georges Chrysococcès, Introduction à la Syntaxe des Perses, dédiée à son frère Jean Charsianitès. C'est le prologue de ce texte qui fournit l'essentiel de ce qu'on connaît de l'auteur.
Il dit qu'étant étudiant en médecine, il eut connaissance des livres d'astronomie persane introduits à Byzance par Grégoire Choniadès, et qu'il prit conscience « à quel point la compréhension du mouvement des planètes est utile à la médecine » ; il se rendit alors à Trébizonde où résidait un fameux astronome, le « prêtre Manuel », héritier de Grégoire Choniadès ; c'est de lui qu'il acquit toutes ses connaissances en astronomie, apprenant même le persan.
L'ouvrage est constitué du prologue, de 51 chapitres et de tables astronomiques fondées sur les Tables ilkhaniennes de Nasir ad-Din at-Tusi, apportées dans le monde byzantin par Grégoire Choniadès. Les premiers chapitres sont consacrés à des questions de calendrier, comme la fixation de la date de Pâques ; puis sont étudiés les mouvements des sept planètes, et dans plusieurs chapitres les éclipses solaires et lunaires ; vers la fin sont abordées des questions relatives à l'astrologie, comme dresser des cartes du ciel et établir des horoscopes. Les exemples donnés en fin de chaque chapitre se réfèrent à des observations de l'année 1346.
L'ouvrage fut extrêmement populaire dans l'Empire byzantin, puis l'Empire ottoman, où il fut recopié jusqu'au XIXe siècle. Il en reste au moins une trentaine de manuscrits, souvent incomplets. Le prologue a été édité à Paris en 1645 par Ismaël Boulliau ; puis avec les premiers chapitres, en 1912-1913, dans les Kleine Schriften d'Hermann Usener. Les tables ont été éditées par Paul Kunitzsch en 1964.
On a attribué aussi au même auteur, mais de façon très douteuse, un ouvrage de géographie en deux parties, dont la première s'intitule Sur les noms des villes et des lieux (Περί έπωνυμίας πόλεων καί τόπων), établissant des correspondances entre les noms anciens et récents de lieux de Grèce et d'Asie Mineure, et la seconde Tables de la longitude et de la latitude des cités officielles.

## Homonymie
Il ne faut pas confondre cet auteur avec un autre Georges Chrysococcès, qui fut professeur au Xénôn du Kral entre les années 1410 et 1430, qui fut notamment le maître de Basilius Bessarion, de Georges de Trébizonde et de François Philelphe, et qui procura des manuscrits à Giovanni Aurispa. Il était maître de rhétorique et enseignait aussi la physique, les mathématiques et l'astronomie.